# فانفان
فانفان (بالإنجليزية: Vanevan)‏ هي municipality of Armenia تقع في أرمينيا في محافظة غغاركونيك. يقدر عدد سكانها بـ 349 نسمة .